# Coup de chance
Coup de chance is een Franstalige Frans-Britse film uit 2023, geregisseerd en geschreven door Woody Allen.

## Verhaal
Fanny en Jean zijn het ideale koppel dat in een prachtig appartement in een van de mooie wijken van Parijs woont en nog steeds even verliefd op elkaar lijken te zijn. Maar wanneer Fanny toevallig Alain, een voormalige vriend van de middelbare school tegenkomt, slaat de vonk over waarna ze elkaar snel terug ontmoeten en dichter naar elkaar toe groeien.

## Rolverdeling
| Acteur                 | Personage |
| ---------------------- | --------- |
| Niels Schneider        | Alain     |
| Lou de Laâge           | Fanny     |
| Valérie Lemercier      | Aline     |
| Melvil Poupaud         | Jean      |
| Elsa Zylberstein       |           |
| Guillaume de Tonquédec |           |
| Sara Martins           |           |

## Productie
In juli 2022 kondigde Woody Allen aan dat hij een Franstalige thriller zou regisseren. In september 2022 voegden Valérie Lemercier, Niels Schneider, Lou de Laâge en Melvil Poupaud zich bij de cast van de film. In februari 2023 werd de titel bekendgemaakt en de filmopnames begonnen in oktober 2022 in de Franse hoofdstad Parijs.

### Release en ontvangst
Coup de chance ging op 4 september 2023 in première op het Filmfestival van Venetië buiten competitie. De film kreeg overwegend positieve kritieken van de filmcritici, met een score van 86% op Rotten Tomatoes, gebaseerd op 14 beoordelingen. De film wordt niet gedistribueerd in de Verenigde Staten. Nadat de beschuldigingen tegen Allen van seksueel misbruik met zijn geadopteerde dochter Dylan Farrow in 2018 wederom in opspraak kwamen was Amazon.com het laatste Amerikaanse bedrijf dat haar banden met hem verbrak.